# Роман Єременко
Рома́н Єре́менко (рос. Ерёменко Роман Алексеевич, фін. Roman Eremenko, нар. 17 березня 1987, Москва) — фінський футболіст російського походження, півзахисник «Ростова» і національної збірної Фінляндії. Чемпіон України. З 2003 року має подвійне громадянство (російське і фінське).
У київському «Динамо» грав під 23 номером.

## Біографія

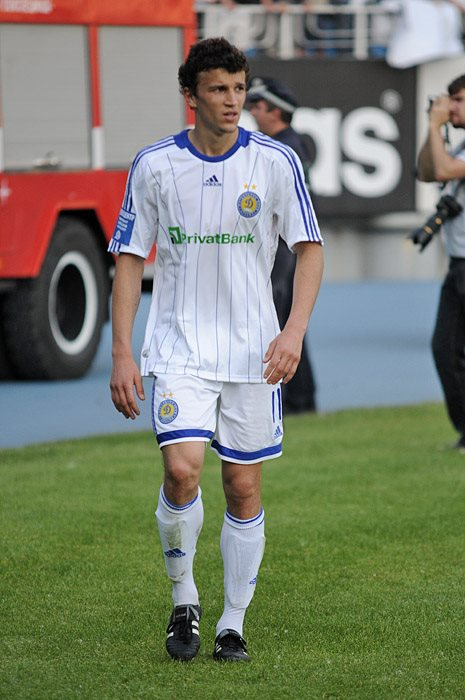
Роман Еременко у складі «Динамо» (Київ)

Народився 19 березня 1987 року в Москві, в родині футболіста Олексія Єременка, який на той час виступав за московський «Спартак». Коли Романові було 3 роки, батько уклав контракт із фінським клубом «Яро», і вся родина переїхала до Фінляндії. Футболом почав займатися із семирічного віку, на юнацькому рівні грав за місцеві клуби «Яро» та ГІК, і вже у 17 років дебютував у Чемпіонаті Фінляндії в складі «Яро».
Влітку 2005 року підписав п'ятирічний контракт з італійським «Удінезе».
У серпні 2008 року успішно пройшов медичне обстеження і підписав на рік угоду про оренду у київському «Динамо». По закінченню строку оренди «Динамо» мало першочергове право викупу контракту Єременко в «Удінезе», яким і скористалося. Так Єременко став другим після Андрія Шевченка київським динамівцем з досвідом гри в італійській серії «А», і першим легіонером з Фінляндії.
У Лізі чемпіонів дебютував 17 вересня 2008 року, коли київський клуб приймав на своєму полі лондонський «Арсенал». Того ж тижня Роман і вперше відзначився в українській Прем'єр-лізі, де у матчі з одеським «Чорноморцем», на 8-ій хвилині замкнув передачу від Тіберіу Гіоане.
Свій перший гол у Лізі чемпіонів УЄФА Роман забив 10 грудня 2008 року у грі проти турецького «Фенербахче», тим самим допомігши київському «Динамо» зайняте третє місце у групі і продовжити змагання за Кубок УЄФА.
З 31 серпня 2011 року став гравцем казанського «Рубіна», де він виступав разом зі своїм братом Олексієм.
2 вересня цього ж року, на адресу «Динамо» прийшов прощальний лист. Його автор – Роман Єременко.
25 серпня 2014 року Роман поповнив склад ПФК ЦСКА.
У листопаді 2016 року УЄФА наклав на Романа Єременка дискваліфікацію терміном на 2 роки (до 6 жовтня 2018 року) через позитивний тест на кокаїн.

### Збірна
У 2007 році дебютував у збірній Фінляндії.

## Сім'я
Батько Романа відомий в минулому футболіст, виступав за СКА (Ростов-на-Дону), московські «Спартак», «Торпедо» та «Динамо», фінські «Яро» та ГІК, норвезький «Тромсе», зараз головний тренер клубу «Яро». Має братів Олексія і Сергія, які також є професійними футболістами. Мати гравців за походженням осетинка.

## Титули і досягнення
- Чемпіон України (1):

«Динамо»: 2008-09
- Володар Суперкубка України (2):

«Динамо»: 2009, 2011
- Володар Кубка Росії (1):

«Рубін»: 2011–12
- Володар Суперкубка Росії (1):

«Рубін»: 2012
- Чемпіон Росії (1):

ЦСКА: 2015-16